# Tritoniopsis toximontana
Tritoniopsis toximontana är en irisväxtart som beskrevs av John Charles Manning och Peter Goldblatt. Tritoniopsis toximontana ingår i släktet Tritoniopsis och familjen irisväxter. Inga underarter finns listade i Catalogue of Life.